# Olomouc (vùng)

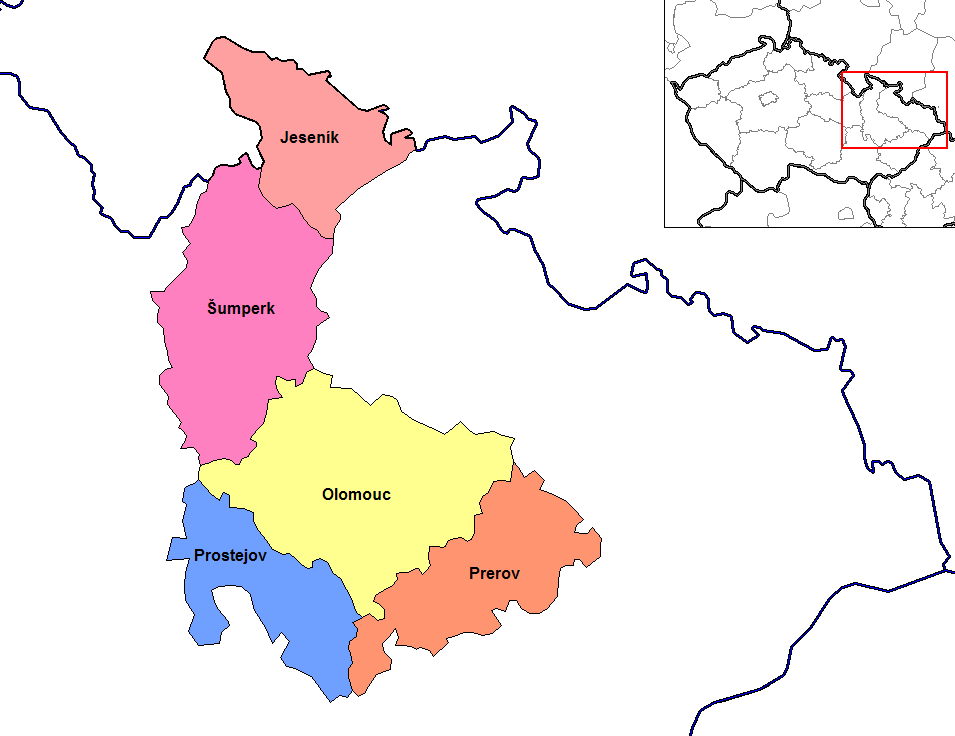
Các quận của Olomouc

Vùng Olomouc (tiếng Séc: Olomoucký kraj) là một vùng của Cộng hòa Séc. Vùng Olomouc nằm ở vùng tây bắc trung bộ của vùng lịch sử Moravia (Morava) và một phần nhỏ vùng lịch sử Silesia (Slezsko) và tên vùng được đặt theo tên thủ phủ. Vùng này có dân số là 647.770 người (thời điểm tháng 3 năm 2011), diện tích là 5267 km2. Thủ phủ vùng đóng tại thành phố Olomouc.
Điểm cao nhất nằm ở Praděd có độ cao 1.492 mét (4.895 ft)

## Các quận
- Quận Jeseník
- Quận Olomouc
- Quận Přerov
- Quận Prostějov
- Quận Šumperk

## Thành phố và thị xã
- Olomouc
- Jeseník
- Přerov
- Prostějov
- Šumperk